# Solow (cheval)
Solow (24 janvier 2010- ) est un cheval de course qui participe aux courses hippiques de plat. Né en Angleterre, propriété de ses éleveurs Alain et Gérard Wertheimer, il est entraîné par Freddy Head et monté par Olivier Peslier puis Maxime Guyon.

## Carrière
Né très tôt dans l'année, Solow fait ses débuts à 2 ans, en septembre, sur l'hippodrome de Longchamp, en s'octroyant la troisième place d'un maiden sous la selle d'Olivier Peslier. Le début de sa carrière est très ordinaire puisqu'il ne parvient pas à passer le poteau en tête avant sa cinquième sortie publique, en juin de ses 3 ans. Poulain très puissant, il ne semble pas en mesure d'exprimer tout son potentiel. Son entourage décide alors de le retirer de la compétition et de le castrer durant l'été, persuadé que son caractère d'étalon perturbe ses performances. 
Solow fait son retour en compétition en avril 2014, dix mois après sa dernière course, et semble transformé par son opération, enchaînant d'emblée deux victoires sur 2 000 et 2 100 mètres. Son entraîneur envisage de lui faire prendre part au programme des longues distances, eu égard à ses origines maternelles, et tente un premier essai au niveau des groupes dans le Prix Vicomtesse Vigier à Chantilly. Mais le cheval ne révèle pas un tempérament de stayer, et il est aussitôt rediriger vers le mile : dès lors, sa carrière s'apparente à une litanie de victoires. Solow remporte sa première course de groupe fin août en dans le Prix Quincey, puis monte d'un niveau en s'offrant le Prix Daniel Wildenstein, groupe 2, avant d'être mis au repos pour l'hiver.
Désormais âgé de 5 ans, Solow fait une rentrée précoce et victorieuse début mars sous la monte de Maxime Guyon, qui devient désormais son partenaire attitré, avant de s'envoler à Dubaï pour le premier objectif d'une année qui s'annonce exceptionnelle, et durant laquelle il restera invaincu. Dans le Dubaï Turf, il réalise une véritable démonstration, pulvérisant de quatre longueurs et demi l'opposition emmenée par l'excellent Britannique The Grey Gatsby - une performance qui lui permet de se hisser au troisième rang des bilans mondiaux. De retour en France, il s'offre le scalp du grand Cirrus des Aigles dans le Prix d'Ispahan, puis s'aligne au départ des Queen Anne Stakes durant le festival d'Ascot, où l'attend celui qui passe pour le meilleur miler du monde, le Hong-kongais Able Friend, qui figure tout en haut des ratings internationaux. Le match entre les deux chevaux est l'un des points d'orgue du meeting, Able Friend ayant enchaîné six victoires depuis fin 2014, dont le Hong Kong Mile. Mais il n'y aura pas photo à l'arrivée : avec l'excuse d'être loin de ses terres, le Hong-kongais abdique rapidement toute prétention et laisse filer Solow vers une nouvelle victoire. 
Désormais incontestable numéro 1 des chevaux d'âge sur le mile, Solow poursuit sa moisson de groupes 1 en Angleterre en gagnant les Sussex Stakes à Goodwood, une victoire certes moins impressionnante que les précédentes. Privé du Prix Jacques Le Marois, fermé aux hongres, il doit attendre le British Champions Day fin octobre à Ascot pour renouer avec la compétition, dans les Queen Elizabeth II Stakes. Il doit cette fois faire face à la jeune génération, représentée par le Français Territories et surtout l'Irlandais Gleneagles. Gleneagles est considéré comme un phénomène depuis ses victoires au printemps dans les 2000 Guinées et les St. James's Palace Stakes. Mais depuis, il n'a fait qu'esquiver le combat : déclaré non partant dans trois groupes 1 d'affilée, pour cause d'un terrain jugé peu à sa convenance, il doit encore prouver qu'il mérite sa réputation. Mais là encore, il n'y aura pas lutte : tel un rouleau compresseur, Solow s'impose en force tandis que Gleneagles et Territories terminent aux sixième et septième places. C'est la dernière sortie d'une saison parfaite pour Solow, que son entourage décide de ne pas aligner dans la Breeders' Cup : six courses, six victoires dont cinq de groupe 1.
Solow fait son retour à la compétition en mars 2016 à Chantilly, dans un prix de série où il s'impose aisément, en guise de préparation à une nouvelle tentative dans le Dubaï Turf. Mais il doit y renoncer en raison d'une légère blessure à l'entraînement. Alors que sa réapparition en pistes est plusieurs fois reportée au cours des mois suivants, Freddy Head annonce finalement en mai 2017 que Solow ne courra plus, par crainte d'une nouvelle blessure. Ainsi s'achève la carrière d'un des plus brillants milers des années 2010. 

### Résumé de carrière
| Date         | Hippodrome       | Pays        | Course                    | Statut      | Distance    | Jockey      | Place       | Écart       | Vainqueur ou deuxième | Temps       |
| 2012, 2 ans  | 2012, 2 ans      | 2012, 2 ans | 2012, 2 ans               | 2012, 2 ans | 2012, 2 ans | 2012, 2 ans | 2012, 2 ans | 2012, 2 ans | 2012, 2 ans           | 2012, 2 ans |
| ------------ | ---------------- | ----------- | ------------------------- | ----------- | ----------- | ----------- | ----------- | ----------- | --------------------- | ----------- |
| 2 septembre  | Longchamp        | France      | Prix de Fontenoy          | Maiden      | 1 600 m     | O. Peslier  | 3e / 8      |             | Visiyani              | 1'44"96     |
| 27 septembre | Maisons-Laffitte | France      | Prix Bend'Or              | Maiden      | 1 600 m     | O. Peslier  | 2e / 11     | 1           | Superplex             | 1'41"60     |
| 2013, 3 ans  |                  |             |                           |             |             |             |             |             |                       |             |
| 28 mars      | Compiègne        | France      | Prix de Montdider         | Course B    | 2 000 m     | O. Peslier  | 2e / 9      | 2 ½         | Sahawar               | 2'15"41     |
| 16 avril     | Longchamp        | France      | Prix du Pré Catelan       | Course B    | 1 950 m     | O. Peslier  | 4e / 6      |             | Superplex             | 2'05"50     |
| 10 juin      | Longchamp        | France      | Prix de Clichy            | Course E    | 2 400 m     | O. Peslier  | 1er / 8     | 1/2         | Grey Hawk             | 2'35"43     |
| 2014, 4 ans  |                  |             |                           |             |             |             |             |             |                       |             |
| 6 avril      | Longchamp        | France      | Prix de la Savonnerie     | Course D    | 2 000 m     | O. Peslier  | 1er / 10    | 3           | Almandin              | 2'03"12     |
| 3 mai        | Saint-Cloud      | France      | Prix Phil Drake           | Course B    | 2 100 m     | F. Prat     | 1er / 10    | cte enc.    | Mortga                | 2'14"44     |
| 25 mai       | Longchamp        | France      | Prix Vicomtesse Vigier    | Gr. 2       | 3 100 m     | O. Peslier  | 6e / 8      |             | Fly With Me           | 3'32"22     |
| 11 août      | Clairefontaine   | France      | Prix du Défi du Galop     | Course A    | 1 800 m     | O. Peslier  | 1er / 9     | 3           | Maningrey             | 1'52"60     |
| 31 août      | Deauville        | France      | Prix Quincey              | Gr. 3       | 1 600 m     | O. Peslier  | 1er / 9     | 5           | Spoil The Fun         | 1'42"75     |
| 6 octobre    | Longchamp        | France      | Prix Daniel Wildenstein   | Gr. 2       | 1 600 m     | O. Peslier  | 1er / 14    | 1/2         | Veda                  | 1'36"59     |
| 2015, 5 ans  |                  |             |                           |             |             |             |             |             |                       |             |
| 3 mars       | Chantilly        | France      | Prix Montjeu              | Course A    | 1 600 m     | M. Guyon    | 1er / 6     | 4           | King Air              | 1'37"00     |
| 28 mars      | Meydan           | Dubaï       | Dubaï Turf                | Gr. 1       | 1 800 m     | M. Guyon    | 1er / 10    | 4 ¼         | The Grey Gatsby       | 1'46"62     |
| 24 mai       | Longchamp        | France      | Prix d'Ispahan            | Gr. 1       | 1 850 m     | M. Guyon    | 1er / 4     | 1 ½         | Gailo Chop            | 1'51"30     |
| 16 juin      | Ascot            | Royaume-Uni | Queen Anne Stakes         | Gr. 1       | 1 600 m     | M. Guyon    | 1er / 8     | 1           | Ésotérique            | 1'37"97     |
| 29 juillet   | Goodwood         | Royaume-Uni | Sussex Stakes             | Gr. 1       | 1 600 m     | M. Guyon    | 1er / 8     | 1/2         | Arod                  | 1'39"18     |
| 17 octobre   | Ascot            | Royaume-Uni | Queen Elizabeth II Stakes | Gr. 1       | 1 600 m     | M. Guyon    | 1er / 9     | 3/4         | Belardo               | 1'41"92     |
| 2016, 6 ans  |                  |             |                           |             |             |             |             |             |                       |             |
| 3 mars       | Chantilly        | France      | Prix Montjeu              | Course A    | 1 600 m     | M. Guyon    | 1er / 6     | 2 ½         | Vadamos               | 1'36"02     |

## Origines
Solow appartient à la dernière génération produite par le champion anglais Singspiel. Lauréat de quelques-unes des plus grandes joutes internationales, celui-ci possède un palmarès tout à fait exceptionnel : la Dubaï World Cup, la Japan Cup, les Canadian International Stakes, la Coronation Cup ou encore les International Stakes sont ainsi tombés dans son escarcelle. Jusqu'à sa mort en 2010, il aura été un étalon de premier plan, donnant une dizaine de vainqueurs de niveau groupe 1, son prix de saillie culminant à £ 35 000.
Côté maternel, Solow est le premier produit d'une jument sérieuse, adepte des longues distances, High Maintenance, qui se classa troisième d'un groupe 3 sur 3 000 mètres, le Prix Gladiateur. Cette famille de l'élevage Wertheimer est garante de tenue, puisque la deuxième mère de Solow, Fabulous Hostess, brilla au-delà de 2 000 mètres, remportant les Prix de Royallieu (Gr.2), Fille de l'Air (Gr.3) et Corrida (Gr.3). 

### Pedigree
| Origines de Solow (GB), hongre gris né en 2010 | Origines de Solow (GB), hongre gris né en 2010 | Origines de Solow (GB), hongre gris né en 2010 | Origines de Solow (GB), hongre gris né en 2010 |
| ---------------------------------------------- | ---------------------------------------------- | ---------------------------------------------- | ---------------------------------------------- |
| Père Singspiel 1992                            | In The Wings 1986                              | Sadler's Wells                                 | Northern Dancer                                |
| Père Singspiel 1992                            | In The Wings 1986                              | Sadler's Wells                                 | Fairy Bridge                                   |
| Père Singspiel 1992                            | In The Wings 1986                              | High Hawk                                      | Shirley Heights                                |
| Père Singspiel 1992                            | In The Wings 1986                              | High Hawk                                      | Sunbittern                                     |
| Père Singspiel 1992                            | Glorious Song 1976                             | Halo                                           | Hail To Reason                                 |
| Père Singspiel 1992                            | Glorious Song 1976                             | Halo                                           | Cosmah                                         |
| Père Singspiel 1992                            | Glorious Song 1976                             | Ballade                                        | Herbager                                       |
| Père Singspiel 1992                            | Glorious Song 1976                             | Ballade                                        | Miss Swapsco                                   |
| Mère High Maintenance 2004                     | Highest Honor 1983                             | Kenmare                                        | Kalamoun                                       |
| Mère High Maintenance 2004                     | Highest Honor 1983                             | Kenmare                                        | Belle of Ireland                               |
| Mère High Maintenance 2004                     | Highest Honor 1983                             | High River                                     | Riverman                                       |
| Mère High Maintenance 2004                     | Highest Honor 1983                             | High River                                     | Hairbrush                                      |
| Mère High Maintenance 2004                     | Fabulous Hostess 1988                          | Fabulous Dancer                                | Northern Dancer                                |
| Mère High Maintenance 2004                     | Fabulous Hostess 1988                          | Fabulous Dancer                                | Last of the Line                               |
| Mère High Maintenance 2004                     | Fabulous Hostess 1988                          | Young Hostess                                  | Arctic Tern                                    |
| Mère High Maintenance 2004                     | Fabulous Hostess 1988                          | Young Hostess                                  | Yeovil (famille 1-p)                           |